# Todd Bowles
(en) Statistiques sur pro-football-reference
Todd Bowles (né le 18 novembre 1963 à Elizabeth dans le New Jersey) est un joueur américain de football américain devenu entraîneur. Il a joué 8 saisons dans la National Football League (NFL) en tant que safety et est actuellement l'entraîneur principal de la franchise NFL des Buccaneers de Tampa Bay.

## Biographie

### Carrière universitaire
Il entre à l'université Temple et joue safety pour l'équipe de football américain des Owls de Temple entre 1982 et 1985.

## Statistiques en NFL
| Équipe                  | Saison            | Saison régulière | Saison régulière | Saison régulière | Saison régulière | Saison régulière | Playoffs | Playoffs | Playoffs    | Playoffs                                                  |
| ----------------------- | ----------------- | ---------------- | ---------------- | ---------------- | ---------------- | ---------------- | -------- | -------- | ----------- | --------------------------------------------------------- |
| Équipe                  | Saison            | V                | D                | N                | % victoires      | Classement       | G        | P        | % victoires | Résultat                                                  |
| Dolphins de Miami       | 2011              | 2                | 1                | 0                | 66,7             | 3e AFC Est       | -        | -        | -           |                                                           |
| Totaux Dolphins         | Totaux Dolphins   | 2                | 2                | 0                | 66,7             |                  | -        | -        | -           |                                                           |
| Jets de New York        | 2015              | 10               | 6                | 0                | 62,5             | 2e AFC Est       | -        | -        | -           |                                                           |
| Jets de New York        | 2016              | 5                | 11               | 0                | 31,3             | 4e AFC Est       | -        | -        | -           |                                                           |
| Jets de New York        | 2017              | 5                | 11               | 0                | 31,3             | 4e AFC Est       | -        | -        | -           |                                                           |
| Jets de New York        | 2018              | 4                | 12               | 0                | 25               | 4e AFC Est       | -        | -        | -           |                                                           |
| Totaux Jets             | Totaux Jets       | 24               | 44               | 0                | 37,5             |                  | -        | -        | -           |                                                           |
| Buccaneers de Tampa Bay | 2022              | 8                | 9                | 0                | 47,1             | 1er NFC Sud      | 0        | 1        | 0           | Défaite contre les Cowboys de Dallas en barrage           |
| Buccaneers de Tampa Bay | 2023              | 9                | 8                | 0                | 52,9             | 1er NFC Sud      | 1        | 1        | 50          | Défaite contre les Lions de Detroit en finale de division |
| Totaux Buccaneers       | Totaux Buccaneers | 17               | 17               | 0                | 50               |                  | 2        | 1        | 33,3        |                                                           |
| Totaux                  | Totaux            | 43               | 58               | 0                | 42,6             |                  | 2        | 1        | 33,3        |                                                           |